# Lagoa do Ilhéu de Vila Franca do Campo

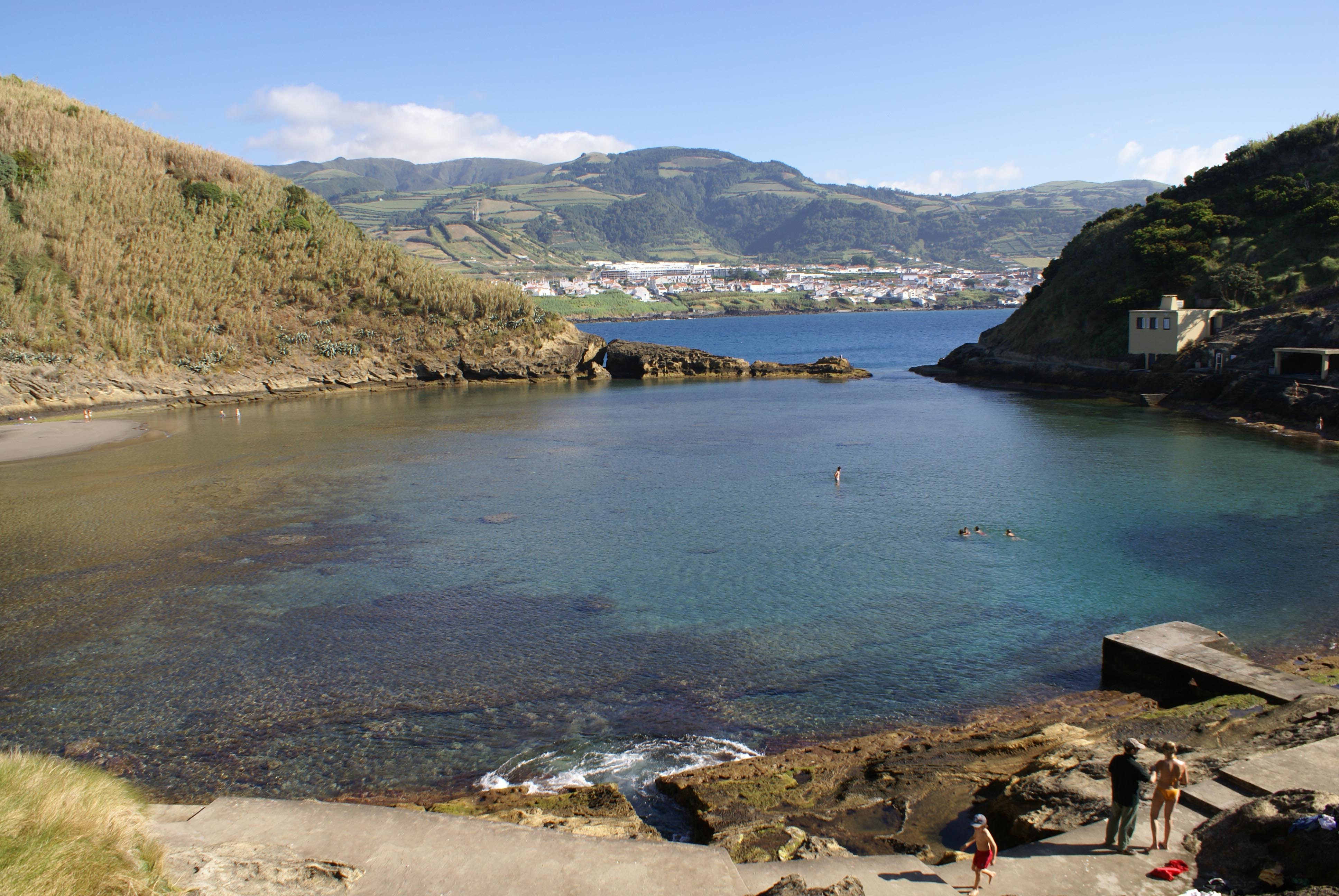
Lagoa do ilhéu de Vila Franca do Campo, ilha de São Miguel ao Fundo

A Lagoa do Ilhéu de Vila Franca do Campo é uma lagoa portuguesa, localizada em Vila Franca do Campo, na ilha açoriana de São Miguel, no arquipélago dos Açores.
Trata-se de uma lagoa de água salgada localizada dentro do Ilhéu de Vila Franca do Campo, no espaço deixado pela cratera do vulcão que deu forma ao ilhéu.

## Galeria

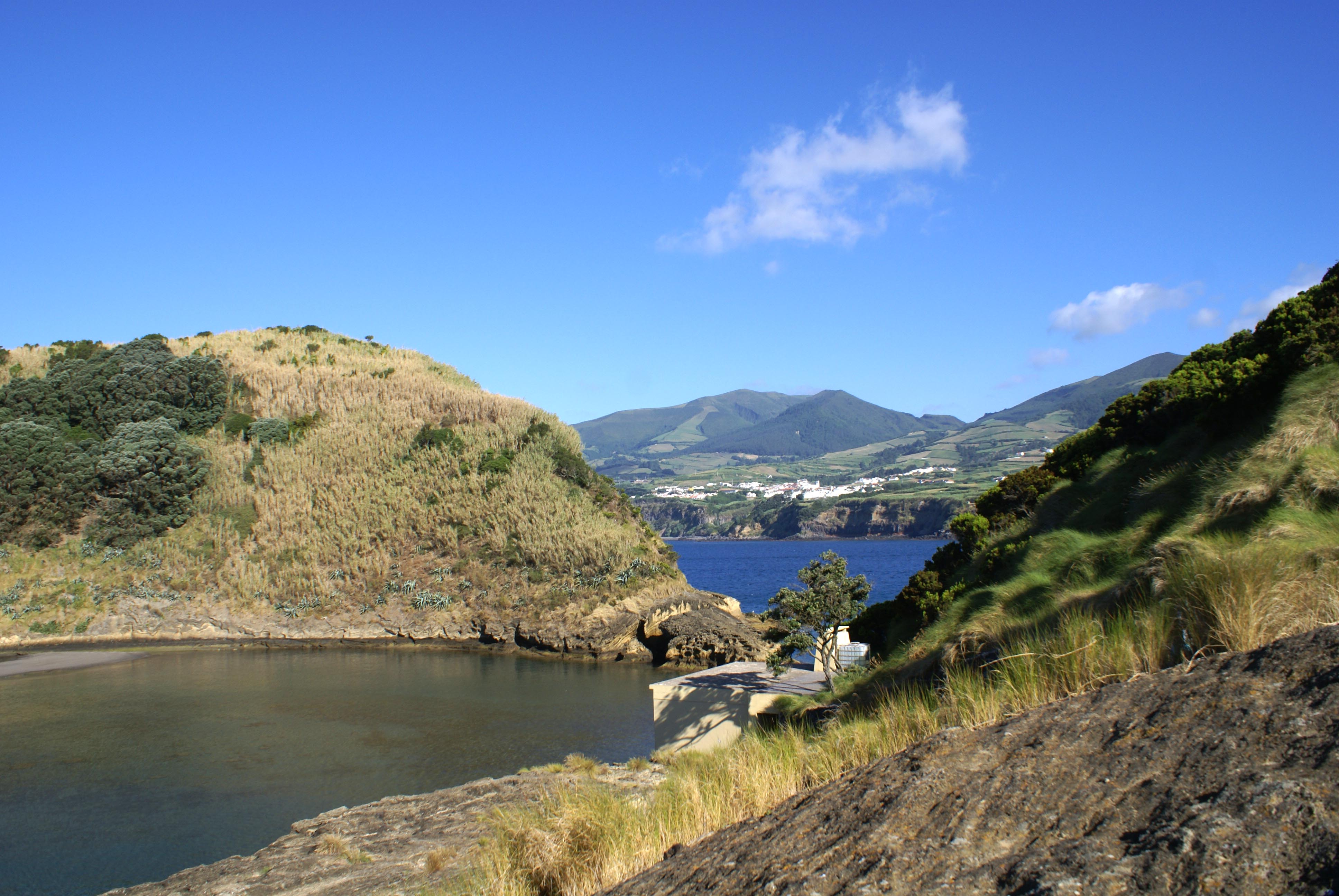